# Allen Organ Company
Allen Organ Company bygger klassiska digital- och kombinationsorglar samt digitala teaterorglar. Fabriken ligger i Macungie, Pennsylvania.

## Historia
Företaget grundades 1937 av Jerome Markowitz. Företaget har installerat elektroniska instrument över hela världen sedan 1939. 1971 introducerades världens första digitala instrument som konsumentprodukt. År 2004 bekräftade Smithsonian Institution företagets betydelse för digitaltekniken genom att köpa in den första digitala Allenorgeln till deras samling.